# هالینا مارکوشوسکا
هالینا مارکوشوسکا (انگلیسی: Halyna Markushevska؛ زادهٔ ۱۶ ژوئیهٔ ۱۹۷۶) بازیکن هندبال اهل اوکراین است.